# Nati nel 1914/Senza giorno specificato
| Questa pagina contiene informazioni ricavate automaticamente dalle voci biografiche con l'ausilio del template Bio e di un bot. L'aggiornamento è periodico e automatico e ricostruisce completamente la pagina. Se manca una persona in questa lista, sei pregato di non aggiungerla, ma accertati piuttosto che la sua voce biografica contenga il template Bio e che i dati anagrafici siano correttamente compilati. Se il template Bio manca, inseriscilo tu stesso o, in alternativa, metti l'avviso {{tmp\|Bio}} che ne segnala la mancanza. Se i dati riportati sono sbagliati, correggi direttamente la voce biografica; le modifiche saranno visibili in questa lista entro pochi giorni. Per chiarimenti vedi il progetto biografie. La lista contiene solo le 107 persone che sono citate nell'enciclopedia e per le quali è stato implementato correttamente il template Bio. Pagina aggiornata al 10 ago 2025. |

- Grigol Abashidze, scrittore georgiano († 1994)
- Rita Abatzi, cantante greca († 1969)
- Luisa Aiani, architetta e designer italiana († 1990)
- Wahbi Al-Hariri, artista, architetto e scrittore siriano († 1994)
- Eliyahu Ashtor, storico austriaco († 1984)
- Ratna Asmara, attrice e regista indonesiana
- Tedlà Bairù, politico eritreo († 1984)
- Teymur Bakhtiar, generale e agente segreto iraniano († 1970)
- Ugo Barbuti, matematico italiano († 1978)
- Pietro Bernardini, militare italiano († 1941)
- Cesare Bonacossa, editore e giornalista italiano († 1987)
- Ermanno Bronzini, biologo italiano († 2004)
- Aldo Brunacci, presbitero italiano († 2007)
- Mario Calandri, pittore e incisore italiano († 1993)
- Armando Campioni, imprenditore e dirigente d'azienda italiano († 1998)
- Gino Canetti, militare italiano († 1943)
- Aquilino Cannas, poeta italiano († 2005)
- David Carstens, pugile sudafricano († 1955)
- Antonio Cavarzerani, militare italiano († 1941)
- Clara Centinaro, stilista italiana († 1994)
- Carlo Chiavazza, presbitero, giornalista e scrittore italiano († 1981)
- Renato Chiodini, militare italiano († 1983)
- Marcelle Choisnet, aviatrice francese († 1974)
- Dino Ciriaci, militare italiano († 1941)
- Fausto Coen, giornalista e saggista italiano († 2006)
- Robert Colquhoun, pittore e scenografo scozzese († 1962)
- Sandrino Contini Bonacossi, partigiano e scrittore italiano († 1975)
- Gildo Cuneo, militare italiano († 1941)
- Angelo De Sena, militare italiano († 1944)
- Phil DeLara, fumettista e animatore statunitense († 1973)
- Niccolò Del Re, storico e bibliotecario italiano († 2005)
- Makhosini Dlamini, politico swati († 1978)
- Elia IV, libanese († 1979)
- Aziz Fahmy, calciatore egiziano
- Ruggero Falanga, pittore italiano († 1970)
- Luigi Falco, politico e avvocato italiano
- Anita Fazzini, scrittrice e pittrice italiana († 1997)
- Celso Emilio Ferreiro, poeta spagnolo († 1979)
- Rolando Filidei, scultore italiano († 1980)
- Antonio Floris, militare italiano († 1938)
- Leonardo Foderà, architetto italiano († 1983)
- Luigi Fuccia, militare italiano († 1937)
- Angelo Gabrieli, militare italiano († 1942)
- Ignacio Gallego, politico spagnolo († 1990)
- Settimio Garavini, partigiano italiano († 1944)
- Marco Gola, militare italiano († 1942)
- Giuseppe Gozzer, militare e partigiano italiano († 1945)
- Ali Ajubovič Gučigov, militare e politico sovietico († 1957)
- Attia Hamouda, sollevatore egiziano († 1992)
- Chauncy Harris, geografo statunitense († 2003)
- Abdol Hossein Sardari, diplomatico iraniano († 1981)
- Charles Jegge, monaco cristiano, presbitero e scrittore svizzero († 1995)
- Aikichi Kuboyama, giapponese († 1954)
- Lee Kwon-mu, generale nordcoreano († 1986)
- Osvaldo Landoni, calciatore argentino († 1991)
- Francesco Lauretta, militare italiano († 1938)
- Li Zhen, politico e militare cinese († 1973)
- Giuseppe Locatelli, militare italiano († 1940)
- Giulio Lorandi, compositore e pianista italiano († 1974)
- Santi Manganaro Passanisi, imprenditore e dirigente sportivo italiano († 1968)
- Lulù Marinelli, attrice italiana († 1995)
- Vittorio Marrama, economista italiano († 1982)
- Pietro Masserano Taricco, regista italiano
- Francesco Mazzoleni, ingegnere italiano († 1986)
- Patricia McCluskey, attivista britannica († 2010)
- Conn McCluskey, attivista irlandese († 2013)
- Alfred Frank Millidge, aracnologo britannico († 2012)
- Mário Amâncio Duarte, cestista e allenatore di pallacanestro brasiliano († 1985)
- Aldo Negri, partigiano italiano († 1944)
- Francesco Paolo Nitti, storico e ufficiale italiano († 1979)
- Tenzing Norgay, alpinista nepalese († 1986)
- Tito Okello, politico e generale ugandese († 1996)
- Kenan Olcay, lottatore turco
- Enrico Oldani, pittore italiano († 1970)
- Dorothea Orem, infermiera statunitense († 2007)
- Ugo Passalacqua, militare italiano († 1941)
- Dario Pirlone, militare italiano († 1942)
- Dario Ponzecchi, militare italiano († 1942)
- Panagiōtīs Provatopoulos, nuotatore e pallanuotista greco
- Frumka Płotnicka, attivista polacca († 1943)
- Ferruccio Quintavalle, tennista e imprenditore italiano († 1998)
- Attilia Radice, ballerina e coreografa italiana († 1980)
- Libero Raglianti, presbitero, antifascista e partigiano italiano († 1944)
- Edi Rainer, alpinista austriaco († 1936)
- Francesco Repetto, presbitero e bibliotecario italiano († 1984)
- Mario Ricci, militare italiano († 1939)
- Norbert Riedel, ingegnere tedesco († 1963)
- Ermanno Rizzacasa, militare italiano († 1941)
- Alfredo Romagnoli, calciatore italiano
- Gino Romei, pittore italiano
- Modesta Rossi, partigiana italiana († 1944)
- Camillo Sabatini, militare e partigiano italiano († 1943)
- Igino Salvezza, politico italiano († 2001)
- Anne Saporetti, pittrice statunitense († 1984)
- Muhammad Nasir al-Din al-Albani, teologo albanese († 1999)
- Vincenzo Sinibaldi, militare italiano († 1939)
- John Gordon Skellam, statistico britannico († 1979)
- Petre Sucitulescu, calciatore rumeno († 1941)
- Amelio Tassoni, partigiano italiano († 1945)
- Giovanni Teotini, militare italiano († 1937)
- Sarla Thakral, aviatrice, pittrice e designer indiana († 2008)
- Piero Trombetta, musicista, violinista e compositore italiano († 1991)
- Mario Ulivelli, militare italiano († 1938)
- Namik Kemal Yolga, diplomatico turco († 2001)
- Zhang Guohua, generale e politico cinese († 1972)
- Habis al-Majali, generale e politico giordano († 2001)
- Amīnah al-Saʿīd, giornalista e attivista egiziana († 1995)